# Хомороду-де-Жос
Хомороду-де-Жос (рум. Homorodu de Jos) — село у повіті Сату-Маре в Румунії. Входить до складу комуни Хомороаде.
Село розташоване на відстані 427 км на північний захід від Бухареста, 20 км на південний схід від Сату-Маре, 106 км на північ від Клуж-Напоки.

## Населення
За даними перепису населення 2002 року у селі проживали 366 осіб.
Національний склад населення села:
| Національність | Кількість осіб | Відсоток |
| -------------- | -------------- | -------- |
| румуни         | 312            | 85,2%    |
| угорці         | 27             | 7,4%     |
| німці          | 27             | 7,4%     |

Рідною мовою назвали:
| Мова      | Кількість осіб | Відсоток |
| --------- | -------------- | -------- |
| румунська | 317            | 86,6%    |
| угорська  | 25             | 6,8%     |
| німецька  | 24             | 6,6%     |